# Clupeonella grimmi
Clupeonella grimmi är en fiskart som beskrevs av Kessler, 1877. Clupeonella grimmi ingår i släktet Clupeonella och familjen sillfiskar. Inga underarter finns listade i Catalogue of Life.